# Ed Case
Edward Espenett Case, detto Ed (Hilo, 27 settembre 1952), è un politico statunitense, membro della Camera dei rappresentanti per le Hawaii dal 2019.

## Biografia
Case nasce a Hilo, nelle Hawaii. Nel 1970 si diploma alla Hawaii Preparatory Academy di Waimea. Ha poi frequentato il Williams College, dove ha conseguito una laurea in psicologia nel 1975. Nel 1981 si laurea in giurisprudenza all'Università della California. Da quell'anno fino all'anno successivo presta servizio come impiegato presso il tribunale della Corte Suprema delle Hawaii.
Nel 1994 si candida per il 23º distretto alla Camera dei rappresentanti delle Hawaii per il Partito Democratico, risultando eletto. Verrà poi riconfermato per altri tre mandati, rimanendo in carica fino al 2002, anno in cui decide di candidarsi al Congresso degli Stati Uniti per il 2º distretto, vincendo anche in questo caso.
Nel 2018 si ricandida al Congresso, stavolta per il 1º distretto, dove risulta anche qui eletto, entrando in carica il 3 gennaio 2019.